# Glaciologie

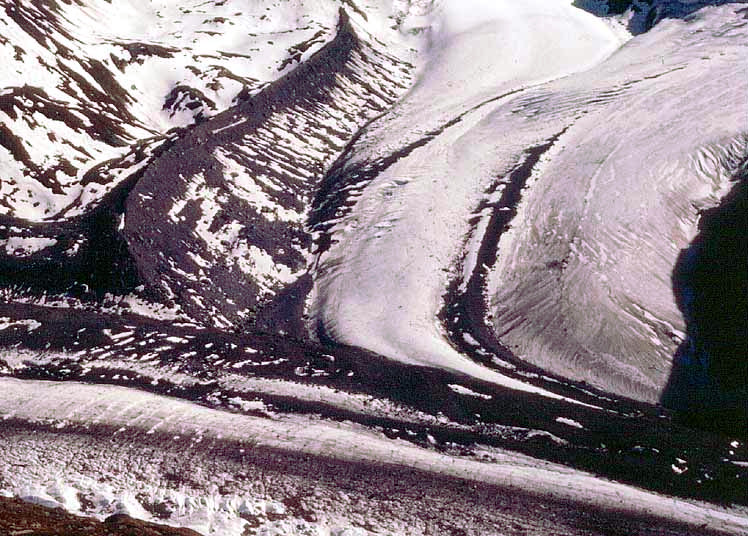
Morene laterale a unui ghețar care s-a unit cu Ghețarul Gorner, Zermatt, Elveția. Morenele reprezintă aglomerarea de pietre de forma unui acoperiș prelung din partea de stânga sus a imaginii. Mai multe explicații se găsesc pe pagina fotografiei.

Glaciologia este studiul ghețarilor, continentali sau plutitori, sau la modul cel mai general, este studiul gheții și a tuturor fenomenelor naturale care implică existența gheții. Numele glaciologie este derivat din cuvintele  glacies, care semnifică gheață în latină, și din logos, care semnifică știință în greaca veche.
Glaciologia este o disciplină a geografiei fizice care studiază ghețarii, cu proprietățile fizice, acțiunea asupra reliefului și repartiția lor pe Pământ.   
Glaciologia este una dintre multiplele științe interdisciplinare ale Pământului, care integrează geologie, geofizică, geografie fizică, geomorfologie, climatologie,  meteorologie, hidrologie, biologie și ecologie.  Impactul pe care îl au ghețarii asupra oamenilor adaugă la această listă de științe geografia umană și antropologia. 
Prezența confirmată a gheții pe planeta Marte precum și pe satelitul Europa al planetei Jupiter face ca glaciologia să depășească limitele terestre, devenind o știință asociată altor științe care studiază Cosmosul. 

## Privire generală
Diverse subdomenii ale glaciologiei cuprind istoria glaciațiunilor și reconstrucția caracteristicilor glaciațiunilor, efectul ghețarilor asupra climatului și viceversa, dinamica mișcării gheții, contribuia ghețarilor la eroziune și geomorfologie, formele de viață care pot există în gheață, și altele. 
Cercetările care se efectuează asupra zonelor înalte ale uscatului (munți și platouri montane), respectiv a calotelor polare includ ca unul din elementele esențiale ale studiului, în chip deloc surprinzător, glaciologia.

## Articole pe teme de glaciologie
- Aisberg
- Alpii înalți
- Antarctica
- Arctica
- Ablație (fenomen)
- Balanța masei unui ghețar
- Banchiză
- Calotă glaciară
- Calotă polară
- Circ glaciar
- Climatul calotelor polare
- Criosferă
- Gheață
- Ghețar
- Glaciologie
- Încălzirea globală
- Înzăpezire
- Lac glaciar
- Linia arborilor
- Linia înghețului
- Linia de îngheț (astrofizică)
- Listă de țări în care ninge
- Morenă
- Nivologie
- Sculptura în gheață
- Spărgător de gheață
- Zăpadă
- Zonă de ablație
- Zonă de acumulare